# 掌起镇
掌起镇，是中华人民共和国浙江省宁波市慈溪市下辖的一个乡镇级行政单位，辖区面积68.31平方公里，因掌起桥而得名:143。

## 历史
宋至元、明、清属慈溪县鸣鹤乡和定海县（镇海县）灵绪乡，民国初属慈溪县护龙乡、鸣鹤乡和镇海县西绪乡，民国二十九年（1940年）改为慈溪县淞浦乡、鸣鹤乡和镇海县灵湖乡，属观城区、龙山区，民国三十一年（1942年）鸣鹤乡分设东安乡，民国三十五年（1946年）洋山片东南部划入护东乡，西北部划入护西乡；东安片东埠头街河以西划入东明乡，以东划入镇海县灵绪乡，民国三十六年（1947年）改为三浦乡、五磊乡、镇海县灵绪乡，1950年6月改为淞浦乡、浦中乡、洋山乡、古窑乡、东安乡和五中乡、镇海县东湖乡部分，属鸣鹤区、龙山区，1953年5月东埠头街河以东划归东安乡，1956年2月淞浦乡、浦中乡、洋山乡合并为掌起乡，古窑乡并入岐山乡，五中乡四村（戴家）、五村（诸界）划入明湖乡，1957年1月属观城区、鸣鹤区，1958年9月改为五洞闸人民公社六大队、七大队、八大队、十五大队和一大队、十六大队部分，1959年2月改为五洞闸人民公社掌起管理区、洋山管理区（原五中乡四村、五村）、浦中管理区（后并入洋山管理区）、东安管理区和岐山管理区部分，1961年11月改为掌起公社、洋山公社和五洞闸公社部分，属观城区；东安公社，属鸣鹤区，1964年6月鸣鹤区并入观城区，1969年3月改属龙观地区，1971年1月复属观城区，1983年9月公社改为乡，1987年9月掌起乡改为掌起镇，1992年5月洋山乡、东安乡并入掌起镇，2006年3月观海卫镇古窑浦村划入庵东镇:143。

## 行政区划
掌起镇下辖以下地区：
掌起社区、长溪村、五姓点村、巴里村、东埠头村、厉家村、叶家村、戎家村、任佳溪村、陈家村、周家段村、洪魏村、柴家村、裘家村、鹤凤村和古窑浦村。